# Elezioni europee del 2014 in Irlanda
Le elezioni europee del 2014 in Irlanda si sono tenute il 23 maggio.

## Risultati
| Liste  | Liste                                     | Gruppo  | Voti      | %     | +/-   | Seggi | +/-     |
| ------ | ----------------------------------------- | ------- | --------- | ----- | ----- | ----- | ------- |
|        | Fianna Fáil (FF)                          | ECR     | 369.545   | 22,31 | 1,77  | 1     | 2       |
|        | Fine Gael (FG)                            | PPE     | 369.120   | 22,28 | 6,85  | 4     | Stabile |
|        | Sinn Féin (SF)                            | GUE/NGL | 323.300   | 19,52 | 8,28  | 3     | 3       |
|        | Luke Flanagan (Indipendente)              | GUE/NGL | 124.063   | 7,49  |       | 1     |         |
|        | Partito Laburista (LP)                    | -       | 88.229    | 5,33  | 8,59  | -     | 3       |
|        | Partito Verde (GP)                        | -       | 81.458    | 4,92  | 3,03  | -     | Stabile |
|        | Marian Harkin (Indipendente)              | ALDE    | 68.986    | 4,16  |       | 1     |         |
|        | Nessa Childers (Indipendente)             | S&D     | 35.939    | 2,17  |       | 1     |         |
|        | Partito Socialista (PS)                   | -       | 29.953    | 1,81  | 0,95  | -     | 1       |
|        | Democrazia Diretta Irlanda (DDI)          | -       | 24.093    | 1,45  | nuovo | -     | -       |
|        | Alleanza Popolo Prima del Profitto (PBPA) | -       | 23.875    | 1,44  | nuovo | -     | -       |
|        | Partito Nazionale (NP)                    | -       | 13.569    | 0,82  | -     | -     | -       |
|        | Fís Nua (FN)                              | -       | 4.610     | 0,28  | -     | -     | -       |
|        | Altri candidati indipendenti              | -       | 99.778    | 6,02  | -     | -     | -       |
| Totale | Totale                                    | Totale  | 1.656.518 |       |       | 11    |         |

- Brian Crowley, unico eletto del Fianna Fáil, avrebbe dovuto aderire al gruppo ALDE, così come aveva fatto nel precedente mandato; viceversa, lasciò il gruppo ALDE e aderì al gruppo ECR. Fianna Fáil è e rimane un membro del gruppo ALDE, mentre Crowley è stato espulso dal partito[1].

### Risultati per circoscrizione
| Liste                                     | Dublino | Dublino | Dublino | Midlands North West | Midlands North West | Midlands North West | South   | South | South |
| Liste                                     | Voti    | %       | Seggi   | Voti                | %                   | Seggi               | Voti    | %     | Seggi |
| ----------------------------------------- | ------- | ------- | ------- | ------------------- | ------------------- | ------------------- | ------- | ----- | ----- |
| Fianna Fáil (FF)                          | 44.283  | 12,56   | -       | 114.946             | 17,78               | -                   | 210.316 | 31,99 | 1     |
| Fine Gael (FG)                            | 54.676  | 15,51   | 1       | 131.988             | 20,42               | 1                   | 182.456 | 27,75 | 2     |
| Sinn Féin (SF)                            | 83.264  | 23,62   | 1       | 114.727             | 17,75               | 1                   | 125.309 | 19,06 | 1     |
| Luke Flanagan (Indipendente)              | N.D.    | N.D.    | N.D.    | 124.063             | 19,19               | 1                   | N.D.    | N.D.  | N.D.  |
| Partito Laburista (LP)                    | 25.961  | 7,36    | -       | 31.951              | 4,94                | -                   | 30.317  | 4,61  | -     |
| Partito Verde                             | 44.078  | 12,50   | -       | 9.520               | 1,47                | -                   | 27.860  | 4,24  | -     |
| Marian Harkin (Indipendente)              | N.D.    | N.D.    | N.D.    | 68.986              | 10,67               | 1                   | N.D.    | N.D.  | N.D.  |
| Nessa Childers (Indipendente)             | 35.939  | 10,19   | 1       | N.D.                | N.D.                | N.D.                | N.D.    | N.D.  | N.D.  |
| Partito Socialista (PS)                   | 29.953  | 8,50    | -       | N.D.                | N.D.                | N.D.                | N.D.    | N.D.  | N.D.  |
| Democrazia Diretta Irlanda (DDI)          | 7.155   | 2,03    | -       | 7.683               | 1,19                | -                   | 9.255   | 1,41  | -     |
| Alleanza Popolo Prima del Profitto (PBPA) | 23.875  | 6,77    | -       | N.D.                | N.D.                | N.D.                | N.D.    | N.D.  | N.D.  |
| Partito Nazionale (NP)                    | N.D.    | N.D.    | N.D.    | N.D.                | N.D.                | N.D.                | 13.569  | 2,06  | -     |
| Fís Nua (FN)                              | 1.147   | 0,33    | -       | 1.829               | 0,28                | -                   | 1.634   | 0,25  | -     |
| Altri candidati indipendenti              | 2.244   | 0,64    | -       | 40.752              | 6,30                | -                   | 56.782  | 8,64  | -     |
| Totale                                    | 352.575 |         | 3       | 646.445             |                     | 4                   | 657.498 |       | 4     |